# ألان سكينر
ألان سكينر (22 أبريل 1913 في المملكة المتحدة - 28 فبراير 1982 في المملكة المتحدة) (بالإنجليزية: Alan Skinner)‏ هو لاعب كريكت بريطاني (وحمل سابقاً جنسية المملكة المتحدة لبريطانيا العظمى وأيرلندا). لعب مع نادي مقاطعة ديربيشاير للكريكت ‏ ونادي مقاطعة نورثامبتونشير للكريكت ‏ ونادي جامعة كامبريدج للكريكيت ‏.

## وصلات خارجية
- ألان سكينر على موقع إي آس بي آن كريك إنفو (الإنجليزية)